# États parties au Statut de Rome

États parties au Statut de Rome.
États ayant signé le Statut de Rome mais ne l'ayant pas ratifié.
États retirés du Statut de Rome.
États ayant retiré leur signature.
États n'ayant ni signé ni ratifié le Statut de Rome.

Les États parties au Statut de Rome de la Cour pénale internationale sont les États souverains qui ont ratifié le Statut de Rome. Le Statut de Rome est le traité international qui a créé la Cour pénale internationale, une juridiction pénale universelle permanente qui est compétente sur certains crimes internationaux comme les génocides, les crimes contre l'humanité ou les crimes de guerre qui sont commis par des ressortissants des États parties ou sur le territoire des États parties.
Les États parties sont légalement tenus de coopérer avec la Cour quand elle en a besoin : arrestation et transfert des personnes inculpées ou accès à des preuves et témoins. Les États parties ont le droit de participer et de voter à l'Assemblée des États Parties, organe de direction de la Cour qui élit les juges et le procureur, approuve le budget de la Cour et adopte les amendements du Statut de Rome.
Depuis le 25 octobre 2024, 125 pays sont États Parties au Statut de Rome de la Cour pénale internationale. Parmi eux :
- 33 sont des membres du groupe des États d'Afrique ;
- 19 sont des membres du groupe des États d’Asie et du Pacifique ;
- 20 sont des membres du groupe des États d'Europe Orientale ;
- 28 sont des membres du groupe des États d'Amérique Latine et des Caraïbes ;
- 25 sont des membres du groupe des États d'Europe occidentale et autres États.

139 États sont signataires du Statut de Rome de la Cour pénale internationale. Le Burundi a été un État partie de la date d'entrée en vigueur du Statut à son égard (le 1er décembre 2004) à la fin de l'année suivant l'annonce de son retrait (le 26 octobre 2017). Ce retrait a pris effet le 27 octobre 2017.

## États parties ayant ratifié le Statut
Il est indiqué les dates d'adhésions, de ratification et éventuellement de retraits.
Les réserves (en) sont interdites par le Statut, de crainte qu'elles puissent limiter la portée de la Cour. Plusieurs États ont décidé d'émettre des « déclarations interprétatives » lors de la signature ou de la ratification du texte. Certains d'entre elles furent considérées par des États ou des observateurs comme étant des réserves visant à remettre en cause le texte.
Les déclarations sont issues de la base de données de droit international humanitaire du Comité international de la Croix-Rouge.

### États d'Afrique
Depuis le 25 octobre 2024, parmi les 125 États signataires et parties, 33 d'entre eux sont membres du groupe des États d'Afrique.
| États                            | Signature         | Ratification / Adhésion | Réserve / Déclaration | Retrait         |
| -------------------------------- | ----------------- | ----------------------- | --------------------- | --------------- |
| Afrique du Sud                   | 17 juillet 1998   | 27 novembre 2000        | —                     |                 |
| Bénin                            | 24 septembre 1999 | 22 janvier 2002         | —                     |                 |
| Botswana                         | 8 septembre 2000  | 8 septembre 2000        | —                     |                 |
| Burkina Faso                     | 30 novembre 1998  | 10 février 2003         | —                     |                 |
| Burundi                          | 13 janvier 1999   | 21 septembre 2004       | —                     | 27 octobre 2017 |
| Cap-Vert                         | 28 décembre 2000  | 10 novembre 2011        | [ RD 1 ]              |                 |
| République démocratique du Congo | 8 septembre 2000  | 11 avril 2002           | —                     |                 |
| Côte d'Ivoire                    | 30 novembre 1998  | 15 février 2013         | [ RD 2 ]              |                 |
| Djibouti                         | 7 octobre 1998    | 5 novembre 2002         | —                     |                 |
| Gabon                            | 22 décembre 1998  | 20 septembre 2000       | —                     |                 |
| Gambie                           | 4 décembre 1998   | 28 juin 2002            | —                     |                 |
| Ghana                            | 18 juillet 1998   | 20 décembre 1999        | —                     |                 |
| Guinée                           | 7 septembre 2000  | 14 juillet 2003         | —                     |                 |
| Kenya                            | 11 août 1999      | 15 mars 2005            | —                     |                 |
| Comores                          | 22 septembre 2000 | 18 août 2006            | —                     |                 |
| Lesotho                          | 30 novembre 1998  | 6 septembre 2000        | —                     |                 |
| Liberia                          | 17 juillet 1998   | 22 septembre 2004       | —                     |                 |
| Madagascar                       | 18 juillet 1998   | 14 mars 2008            | —                     |                 |
| Malawi                           | 2 mars 1999       | 19 septembre 2002       | —                     |                 |
| Mali                             | 17 juillet 1998   | 16 août 2000            | —                     |                 |
| Maurice                          | 11 novembre 1998  | 5 mars 2002             | —                     |                 |
| Namibie                          | 27 octobre 1998   | 25 juin 2002            | —                     |                 |
| Niger                            | 17 juillet 1998   | 11 avril 2002           | —                     |                 |
| Nigeria                          | 1er juin 2000     | 27 septembre 2001       | —                     |                 |
| Ouganda                          | 17 mars 1999      | 14 juin 2002            | —                     |                 |
| République centrafricaine        | 7 décembre 1999   | 3 octobre 2001          | —                     |                 |
| République du Congo              | 17 juillet 1998   | 4 avril 2004            | —                     |                 |
| Tanzanie                         | 29 décembre 2000  | 20 août 2002            | —                     |                 |
| Sénégal                          | 18 juillet 1998   | 2 février 1999          | —                     |                 |
| Seychelles                       | 28 décembre 2000  | 10 août 2010            | —                     |                 |
| Sierra Leone                     | 17 octobre 1998   | 15 septembre 2000       | —                     |                 |
| Tchad                            | 20 octobre 1999   | 1er novembre 2006       | [ RD 3 ]              |                 |
| Tunisie                          | —                 | 24 juin 2011            | —                     |                 |
| Zambie                           | 17 juillet 1998   | 13 novembre 2002        | —                     |                 |

### États d’Asie et du Pacifique
Parmi les 125 États signataires et parties, 19 d'entre eux sont membres du groupe des États d'Asie et du Pacifique.
| États          | Signature         | Ratification / Adhésion | Réserve / Déclaration | Retrait      |
| -------------- | ----------------- | ----------------------- | --------------------- | ------------ |
| Afghanistan    | —                 | 10 février 2003         | —                     |              |
| Bangladesh     | 16 septembre 1999 | 23 mars 2010            | —                     |              |
| Cambodge       | 23 octobre 2000   | 11 avril 2002           | —                     |              |
| Chypre         | 15 octobre 1998   | 7 mars 2002             | —                     |              |
| Fidji          | 29 novembre 1999  | 29 novembre 1999        | —                     |              |
| Japon          | —                 | 17 juillet 2007         | —                     |              |
| Jordanie       | 7 octobre 1998    | 11 avril 2002           | [ RD 4 ]              |              |
| Îles Cook      | —                 | 18 juillet 2008         | —                     |              |
| Îles Marshall  | 6 septembre 2000  | 7 décembre 2000         | —                     |              |
| Kiribati       | —                 | 26 novembre 2019        | —                     |              |
| Maldives       | —                 | 21 septembre 2011       | —                     |              |
| Mongolie       | 29 décembre 2000  | 11 avril 2002           | —                     |              |
| Nauru          | 13 décembre 2000  | 12 novembre 2001        | —                     |              |
| Palestine      | —                 | 2 janvier 2015          | —                     |              |
| Philippines    | 28 décembre 2000  | 30 août 2011            | —                     | 17 mars 2019 |
| Corée du Sud   | 8 mars 2000       | 13 novembre 2002        | —                     |              |
| Timor oriental | —                 | 6 septembre 2002        | —                     |              |
| Samoa          | 17 juillet 1998   | 16 septembre 2002       | —                     |              |
| Tadjikistan    | 30 novembre 1998  | 5 mai 2000              | —                     |              |
| Vanuatu        | —                 | 2 décembre 2011         | —                     |              |

En février 2025, à la suite des mandats d'arrêt de la Cour contre le guide suprême Haibatullah Akhundzada et le juge en chef Abdul Hakim Haqqani, le gouvernement des talibans, qui n'est pas reconnu internationalement, a publié un décret visant à retirer l'Afghanistan de la Cour pénale internationale avec effet immédiat et à annuler rétroactivement l'adhésion du pays en 2003.

### États d'Europe orientale
Parmi les 125 États signataires et parties, 20 d'entre eux sont membres du groupe des États d'Europe orientale.
| États              | Signature        | Ratification / Adhésion | Réserve / Déclaration |
| ------------------ | ---------------- | ----------------------- | --------------------- |
| Albanie            | 18 juillet 1998  | 31 janvier 2003         | —                     |
| Arménie            | 1er octobre 1999 | 3 octobre 2023          | —                     |
| Bosnie-Herzégovine | 17 juillet 2000  | 11 avril 2002           | —                     |
| Bulgarie           | 11 février 1999  | 11 avril 2002           | —                     |
| Croatie            | 12 octobre 1998  | 21 mai 2001             | —                     |
| Estonie            | 27 décembre 1999 | 30 janvier 2002         | —                     |
| Géorgie            | 18 juillet 1998  | 5 septembre 2003        | —                     |
| Hongrie            | 15 janvier 1999  | 30 novembre 2001        | —                     |
| Lettonie           | 22 avril 1999    | 28 juin 2002            | —                     |
| Lituanie           | 10 décembre 1998 | 12 mai 2003             | [ RD 5 ]              |
| Monténégro         | —                | 23 octobre 2006         | —                     |
| Macédoine du Nord  | 7 octobre 1998   | 6 mars 2002             | —                     |
| Pologne            | 9 avril 1999     | 12 novembre 2001        | —                     |
| Moldavie           | 8 septembre 2000 | 12 octobre 2010         | —                     |
| Tchéquie           | 13 avril 1999    | 21 juillet 2009         | —                     |
| Roumanie           | 7 juillet 1999   | 11 avril 2002           | —                     |
| Serbie             | 19 décembre 2000 | 6 septembre 2001        | [ RD 6 ]              |
| Slovaquie          | 23 décembre 1998 | 11 avril 2002           | [ RD 7 ]              |
| Slovénie           | 7 octobre 1998   | 31 décembre 2001        | –                     |
| Ukraine            | 20 janvier 2000  | 25 octobre 2024         | [ RD 8 ]              |

### États d'Amérique latine et des Caraïbes
Parmi les 125 États signataires et parties, 28 d'entre eux sont membres du groupe des États d'Amérique latine et des Caraïbes.
| États                           | Signature         | Ratification / Adhésion | Réserve / Déclaration |
| ------------------------------- | ----------------- | ----------------------- | --------------------- |
| Antigua-et-Barbuda              | 23 octobre 1998   | 18 juin 2001            | —                     |
| Argentine                       | 8 janvier 1999    | 8 février 2001          | [ RD 9 ]              |
| Barbade                         | 8 septembre 2000  | 10 décembre 2002        | —                     |
| Belize                          | 5 avril 2000      | 5 avril 2000            | —                     |
| Bolivie                         | 17 juillet 1998   | 27 juin 2002            | —                     |
| Brésil                          | 7 février 2000    | 20 juin 2002            | —                     |
| Chili                           | 11 septembre 1998 | 29 juin 2009            | —                     |
| Colombie                        | 10 décembre 1998  | 5 août 2002             | [ RD 10 ]             |
| Costa Rica                      | 7 octobre 1998    | 7 juin 2001             | —                     |
| Dominique                       | —                 | 20 septembre 2002       | —                     |
| Salvador                        | —                 | 3 mars 2016             | [ RD 11 ]             |
| Équateur                        | 7 octobre 1998    | 5 février 2002          | —                     |
| Grenade                         | —                 | 19 mai 2011             | —                     |
| Guatemala                       | —                 | 2 avril 2012            | [ RD 12 ]             |
| Guyana                          | 28 décembre 2000  | 24 septembre 2004       | —                     |
| Honduras                        | 7 octobre 1998    | 1er juillet 2002        | —                     |
| Mexique                         | 7 septembre 2000  | 28 octobre 2005         | —                     |
| Panama                          | 18 juillet 1998   | 21 mars 2002            | —                     |
| Paraguay                        | 7 octobre 1998    | 14 mai 2001             | —                     |
| Pérou                           | 7 décembre 2000   | 10 novembre 2001        | —                     |
| République dominicaine          | 8 septembre 2000  | 12 mai 2005             | —                     |
| Saint-Vincent-et-les-Grenadines | —                 | 3 décembre 2002         | —                     |
| Sainte-Lucie                    | 27 août 1999      | 18 août 2010            | —                     |
| Saint-Christophe-et-Niévès      | —                 | 22 août 2006            | —                     |
| Suriname                        | —                 | 15 juillet 2008         | —                     |
| Trinité-et-Tobago               | 23 mars 1999      | 6 avril 1999            | —                     |
| Uruguay                         | 19 décembre 2000  | 28 juin 2002            | [ RD 13 ]             |
| Venezuela                       | 14 octobre 1998   | 7 juin 2000             | —                     |

### États d'Europe occidentale et autres États
Parmi les 125 États signataires et parties, 25 d'entre eux sont membres du groupe des États d'Europe occidentale et autres États.
| États            | Signature         | Ratification / Adhésion | Réserve / Déclaration |
| ---------------- | ----------------- | ----------------------- | --------------------- |
| Allemagne        | 10 décembre 1998  | 11 décembre 2000        | —                     |
| Andorre          | 18 juillet 1998   | 30 avril 2001           | [ RD 14 ]             |
| Australie        | 9 décembre 1998   | 1er juillet 2002        | [ RD 15 ]             |
| Autriche         | 7 octobre 1998    | 28 décembre 2000        | —                     |
| Belgique         | 10 septembre 1998 | 28 juin 2000            | [ RD 16 ]             |
| Canada           | 18 décembre 1998  | 7 juillet 2000          | —                     |
| Danemark         | 25 septembre 1998 | 21 juin 2001            | —                     |
| Espagne          | 18 juillet 1998   | 24 octobre 2000         | [ RD 17 ]             |
| Finlande         | 7 octobre 1998    | 29 décembre 2000        | —                     |
| France           | 18 juillet 1998   | 9 juin 2000             | [ RD 18 ]             |
| Grèce            | 18 juillet 1998   | 15 mai 2002             | —                     |
| Irlande          | 7 octobre 1998    | 11 avril 2002           | —                     |
| Islande          | 26 août 1998      | 25 mai 2000             | —                     |
| Italie           | 18 juillet 1998   | 26 juillet 1999         | —                     |
| Liechtenstein    | 18 juillet 1998   | 2 octobre 2001          | [ RD 19 ]             |
| Luxembourg       | 13 octobre 1998   | 8 septembre 2000        | [ RD 20 ]             |
| Malte            | 17 juillet 1998   | 29 novembre 2002        | [ RD 21 ]             |
| Norvège          | 28 août 1998      | 16 février 2000         | [ RD 22 ]             |
| Nouvelle-Zélande | 7 octobre 1998    | 7 septembre 2000        | [ RD 23 ]             |
| Pays-Bas         | 18 juillet 1998   | 17 juillet 2001         | —                     |
| Portugal         | 7 octobre 1998    | 5 février 2002          | [ RD 24 ]             |
| Royaume-Uni      | 30 novembre 1998  | 4 octobre 2001          | —                     |
| Saint-Marin      | 18 juillet 1998   | 13 mai 1999             | —                     |
| Suède            | 7 octobre 1998    | 28 juin 2001            | —                     |
| Suisse           | 18 juillet 1998   | 12 octobre 2001         | [ RD 25 ]             |

### Réserves et déclarations
1. ↑  Déclaration du Cabo Verde sur le site ihl-databases.icrc.org du CICR.
2. ↑  Déclaration de la Côté d'Ivoire sur le site ihl-databases.icrc.org du CICR.
3. ↑  Déclaration de la Sierra Leone sur le site ihl-databases.icrc.org du CICR.
4. ↑  Déclaration de la Jordanie sur le site ihl-databases.icrc.org du CICR.
5. ↑  Déclaration de la Lituanie sur le site ihl-databases.icrc.org du CICR.
6. ↑  Déclaration de la Serbie sur le site ihl-databases.icrc.org du CICR.
7. ↑  Déclaration de la Slovaquie sur le site ihl-databases.icrc.org du CICR.
8. ↑  Déclaration de l'Ukraine sur le site ihl-databases.icrc.org du CICR.
9. ↑  Déclaration de l'Argentine sur le site ihl-databases.icrc.org du CICR.
10. ↑  Déclaration de la Colombie sur le site ihl-databases.icrc.org du CICR.
11. ↑  Déclaration du Salvador sur le site ihl-databases.icrc.org du CICR.
12. ↑  Déclaration du Guatemala sur le site ihl-databases.icrc.org du CICR.
13. ↑  Déclaration de l'Uruguay sur le site ihl-databases.icrc.org du CICR.
14. ↑  Déclaration d'Andorre sur le site ihl-databases.icrc.org du CICR.
15. ↑  Déclaration de l’Australie sur le site ihl-databases.icrc.org du CICR.
16. ↑  Déclaration de la Belgique sur le site ihl-databases.icrc.org du CICR.
17. ↑  Déclaration de l'Espagne sur le site ihl-databases.icrc.org du CICR.
18. ↑  Déclaration de la France sur le site ihl-databases.icrc.org du CICR.
19. ↑  Déclaration du Liechtenstein sur le site ihl-databases.icrc.org du CICR.
20. ↑  Déclaration du Luxembourg sur le site ihl-databases.icrc.org du CICR.
21. ↑  Déclaration de Malte sur le site ihl-databases.icrc.org du CICR.
22. ↑  Déclaration de la Norvège sur le site ihl-databases.icrc.org du CICR.
23. ↑  Déclaration de la Nouvelle-Zélande sur le site ihl-databases.icrc.org du CICR.
24. ↑  Déclaration du Portugal sur le site ihl-databases.icrc.org du CICR.
25. ↑  Déclaration de la Suisse sur le site ihl-databases.icrc.org du CICR.

## États signataires n'ayant pas ratifié le Statut
29 États ont uniquement signé le Statut de Rome sans le ratifier.
| États                | Signature         | Réserve / Déclaration |
| -------------------- | ----------------- | --------------------- |
| Algérie              | 28 décembre 2000  | —                     |
| Angola               | 7 octobre 1998    | —                     |
| Bahamas              | 29 décembre 2000  | —                     |
| Bahreïn              | 11 décembre 2000  | —                     |
| Cameroun             | 17 juillet 1998   | —                     |
| Égypte               | 26 décembre 2000  | [ RD* 1 ]             |
| Émirats arabes unis  | 27 novembre 2000  | —                     |
| Érythrée             | 7 octobre 1998    | —                     |
| États-Unis           | 31 décembre 2000  | —                     |
| Guinée-Bissau        | 12 septembre 2000 | —                     |
| Haïti                | 26 février 1999   | —                     |
| Îles Salomon         | 3 décembre 1998   | —                     |
| Iran                 | 31 décembre 2000  | —                     |
| Israël               | 31 décembre 2000  | [ RD* 2 ]             |
| Jamaïque             | 8 septembre 2000  | —                     |
| Kirghizistan         | 8 décembre 1998   | —                     |
| Koweït               | 8 septembre 2000  | —                     |
| Maroc                | 8 septembre 2000  | —                     |
| Monaco               | 18 juillet 1998   | —                     |
| Mozambique           | 28 décembre 2000  | —                     |
| Oman                 | 20 décembre 2000  | —                     |
| Ouzbékistan          | 29 décembre 2000  | —                     |
| Russie               | 13 septembre 2000 | —                     |
| Syrie                | 29 novembre 2000  | —                     |
| Sao Tomé-et-Principe | 28 décembre 2000  | —                     |
| Soudan               | 8 septembre 2000  | —                     |
| Thaïlande            | 2 octobre 2000    | —                     |
| Yémen                | 28 décembre 2000  | —                     |
| Zimbabwe             | 17 juillet 1998   | —                     |

### Réserves et déclarations
1. ↑  Déclaration de l'Égypte sur le site ihl-databases.icrc.org du CICR.
2. ↑  Déclaration d'Israël sur le site ihl-databases.icrc.org du CICR.

## États non signataires et non parties
Les États avaient jusqu'au 31 décembre 2000 pour signer le Statut de Rome. Cependant, « le présent Statut est ouvert à l'adhésion de tous les États. Les instruments d'adhésion
seront déposés auprès du Secrétaire général de l'Organisation des Nations Unies » (article 125, 3).
De tous les États qui sont membres des Nations unies, des observateurs de l'Assemblée générale des Nations unies ou autrement reconnus par le Secrétaire général des Nations unies en tant qu'États ayant des compétences d'élaboration des traités complets, 41 États n'ont ni signé ni adhéré au Statut :
- Arabie saoudite
- Azerbaïdjan
- Biélorussie
- Bhoutan
- Birmanie
- Brunei
- Chine
- Corée du Nord
- Cuba
- Guinée équatoriale
- Éthiopie
- Inde
- Indonésie
- Irak
- Kazakhstan
- Laos
- Liban
- Libye
- Malaisie
- Mauritanie
- États fédérés de Micronésie
- Népal
- Nicaragua
- Niue
- Pakistan
- Palaos
- Papouasie-Nouvelle-Guinée
- Qatar
- Rwanda
- Singapour
- Somalie
- Soudan du Sud
- Sri Lanka
- Eswatini
- Togo
- Tonga
- Turquie
- Turkménistan
- Tuvalu
- Vatican
- Viêt Nam

En outre, conformément à la pratique et aux déclarations déposées auprès du Secrétaire général, le Statut de Rome n'est pas en vigueur dans les territoires dépendants suivants :
- Guernesey — dépendance de la couronne britannique
- Jersey — dépendance de la couronne britannique
- Tokelau — sous souveraineté néo-zélandaise